# Арлінгтон (Кентуккі)
Арлінгтон (англ. Arlington) — місто (англ. city) в США, в окрузі Карлайл штату Кентуккі. Населення — 264 особи (2020).

## Географія
Арлінгтон розташований за координатами 36°47′23″ пн. ш. 89°0′47″ зх. д. / 36.78972° пн. ш. 89.01306° зх. д. (36.789805, -89.013153).  За даними Бюро перепису населення США в 2010 році місто мало площу 0,96 км², з яких 0,96 км² — суходіл та 0,00 км² — водойми.

## Демографія
Згідно з переписом 2010 року, у місті мешкали 324 особи в 144 домогосподарствах у складі 82 родин. Густота населення становила 336 осіб/км².  Було 169 помешкань (175/км²).
Расовий склад населення:
| - 92,0 % — білих - 4,9 % — чорних або афроамериканців - 0,3 % — корінних американців - 1,2 % — осіб інших рас |

До двох чи більше рас належало 1,5 %. Частка іспаномовних становила 3,4 % від усіх жителів.
За віковим діапазоном населення розподілялося таким чином: 24,7 % — особи молодші 18 років, 56,2 % — особи у віці 18—64 років, 19,1 % — особи у віці 65 років та старші. Медіана віку мешканця становила 41,3 року. На 100 осіб жіночої статі у місті припадало 84,1 чоловіків;  на 100 жінок у віці від 18 років та старших — 84,8 чоловіків також старших 18 років.
Середній дохід на одне домашнє господарство  становив 34 981 долар США (медіана — 22 202), а середній дохід на одну сім'ю — 35 346 доларів (медіана — 27 857). Медіана доходів становила 22 039 доларів для чоловіків та 21 250 доларів для жінок. За межею бідності перебувало 37,4 % осіб, у тому числі 46,1 % дітей у віці до 18 років та 23,9 % осіб у віці 65 років та старших.
Цивільне працевлаштоване населення становило 129 осіб. Основні галузі зайнятості: виробництво — 20,9 %, освіта, охорона здоров'я та соціальна допомога — 19,4 %, транспорт — 12,4 %, мистецтво, розваги та відпочинок — 10,1 %.